# Беата Фреданов
Беате (Фрідманн) Фреданов (11 травня 1913, Чернівці — 13 березня 1997, Дюссельдорф) — румунська актриса та викладач акторської майстерності єврейського походження.

## Біографія
Закінчила Академію музики і драматичного мистецтва у Відні, клас 1933 року.
Викладач Інституту театрального і кінематографічного мистецтва, нагороджена орденом «За заслуги в галузі культури» III ступеня (1967) «за особливі заслуги в галузі драматичного мистецтва».
Була одружена з лікарем Юліу Гелертером (1903–1967).

## Фільмографія
- Будь добрим, Кристофоре! (ТВ) / (1967) — секретар Вікторія Сава
- Минуле кохання (1974)
- Бідний Іоанід (1980)

## Згадки
Себастіян Папаяні згадував: Моя вчителька, Беате Фреданов, була дуже педантичною у розмові з вами. У неї була дуже хороша педагогічна методика, вона працював не з усіма учнями, а з окремими особами. Відповідно до природи кожного вона змінює і свої методи роботи.
Вірджіл Огешану згадує Беате Фреданов, яка «мала німецьку школу, була дуже вимогливою» і запровадила «творчу дисципліну, без якої абсолютно нічого не можна зробити» в театрі. 